# Pedro Troglio
Pedro Troglio (Buenos Aires, Argentina, 28 de juliol de 1965) és un exfutbolista argentí.
Va disputar 21 partits amb la selecció de l'Argentina.